# علي شريف
علي شريف (ولد في 1 يوليو 1979) هو عداء مالديفي ورياضي متخصص في سباقات المضمار والميدان تنافس عالميا لصالح بلاده جزر المالديف.
مثل جزر المالديف في الألعاب الأولمبية الصيفية 2008 في بكين. وتنافس في سباق 100 متر عدو دون التقدم إلى الجولة الثانية. ركض المسافة في زمن 11.11 ثانية.

## روابط خارجية
- علي شريف على موقع الاتحاد الدولي لألعاب القوى (الإنجليزية)
- علي شريف على موقع أوليمبيديا (الإنجليزية)